# Édouard de Vere
Édouard de Vere, né le 12 avril 1550 et mort le 24 juin 1604, 17e comte d'Oxford, est connu pour être l'un des auteurs supposés de l'œuvre de William Shakespeare, théorie que rejettent la majorité des universitaires contemporains spécialisés dans les études shakespeariennes.

## Biographie
Il perd son père John de Vere (16e comte d'Oxford) en 1562 et sa mère se remaria avec un dénommé Charles Tyrell. Il étudie à Cambridge et séjourne plusieurs années en Europe. En 1571, il se marie une première fois avec Anne Cecil, âgée de quinze ans, fille du baron William Cecil et sœur du comte Robert Cecil. Ils ont cinq enfants. Le décès de celle-ci en 1588 l'amène à se remarier avec Elizabeth Trentham, dame de compagnie de la reine. Ce mariage donne naissance à Henry de Vere (18e comte d'Oxford).

## La controverse Shakespeare
Dans un ouvrage publié en 1920, J. Thomas Looney développe une théorie sur la paternité des œuvres de Shakespeare selon laquelle Édouard de Vere serait l'auteur de ces œuvres. Sigmund Freud fut un fervent partisan de cette théorie car elle lui permettait d'étayer sa thèse sur le complexe d'Œdipe. De nombreux autres auteurs, appelés les Oxfordiens, ont publié depuis lors sur cette théorie et sur la vie d'Édouard de Vere, et parmi les plus récents, Mark Anderson en 2005 et Kurt Kreiler en 2009.

## Édouard de Vere au cinéma
Dans le film anglo-germanique Anonymous, tourné en 2011 et sorti en France en janvier 2012, Roland Emmerich met en images la vie d'Édouard de Vere et cette controverse selon laquelle il serait le véritable auteur des œuvres de Shakespeare.

## Édouard de Vere en bande dessinée
Édouard de Vere est évoqué dans Le Testament de William S., le vingt-quatrième album de la série de bande dessinée Blake et Mortimer.